# 贝尔纳代代叙
贝尔纳代代叙（法語：Bernadets-Dessus）是法国上比利牛斯省的一个市镇，位于该省中北部略偏东，属于塔布区。该市镇总面积7.86平方公里，2009年时的人口为143人。

## 人口
贝尔纳代代叙人口变化图示